# X (càrrega)
En la física de partícules, la càrrega X (o simplement X) és un nombre quàntic que es conserva, associat amb la teoria de la gran unificació SO(10).
X està relacionat amb la diferència entre el nombre bariònic B i el nombre leptònic L (és a dir, B - L), i la hipercàrrega feble YW mitjançant la relació:
{\displaystyle X=5(B-L)-2Y_{W}.\,}